# Sierra de Gata
Sierra de Gata är en bergskedja i Spanien. Den ligger i den västra delen av landet, 260 km väster om huvudstaden Madrid.
Sierra de Gata sträcker sig 50 km i öst-västlig riktning. Den högsta punkten är 1 475 meter över havet.
Topografiskt ingår följande toppar i Sierra de Gata:
- Sierra de Las Pilas
- Sierra de Villasrubias